# آوریانوفکا (داغستان)
آوریانوفکا (به لاتین: Averyanovka) یک منطقهٔ مسکونی در روسیه است که در شهرستان کیزلیارسکی واقع شده‌است.